# Yūki Sōma
Yūki Sōma (相馬 勇紀 Sōma Yūki?, Tokio, 25 de febrero de 1997) es un futbolista japonés que juega como centrocampista en el F. C. Machida Zelvia de la J1 League.

## Selección nacional

### Participaciones en Copas del Mundo
| Mundial      | Sede  | Resultado        | Partidos | Goles |
| ------------ | ----- | ---------------- | -------- | ----- |
| Mundial 2022 | Catar | Octavos de final | 1        | 0     |

## Clubes
| Club                     | País     | Año       |
| ------------------------ | -------- | --------- |
| Nagoya Grampus           | Japón    | 2018-2024 |
| Kashima Antlers (cedido) | Japón    | 2019      |
| Casa Pia A. C. (cedido)  | Portugal | 2023-2024 |
| F. C. Machida Zelvia     | Japón    | 2024-     |

## Palmarés

### Títulos nacionales
| Título         | Club           | País  | Año  |
| -------------- | -------------- | ----- | ---- |
| Copa J. League | Nagoya Grampus | Japón | 2021 |

### Títulos internacionales
| Título                                | Club (*)           | País          | Año  |
| ------------------------------------- | ------------------ | ------------- | ---- |
| Campeonato de Fútbol de Asia Oriental | Selección de Japón | Japón         | 2022 |
| Campeonato de Fútbol de Asia Oriental | Selección de Japón | Corea del Sur | 2025 |

(*) Incluyendo la selección.